# Nguyễn Văn Huy (kỳ thủ)
Nguyễn Văn Huy (sinh 14 tháng 3 năm 1985) là một đại kiện tướng cờ vua Việt Nam. Anh từng hai lần vô địch quốc gia vào các năm 2008 và 2015.

## Sự nghiệp

### Giải vô địch quốc gia
Lần đầu tiên Nguyễn Văn Huy vô địch quốc gia vào năm 2008. Giải đấu này tiến hành hai giai đoạn. Giai đoạn một thi đấu 9 ván hệ Thụy Sĩ, chọn 4 kỳ thủ đứng đầu đánh loại trực tiếp tranh ngôi vô địch. Văn Huy khoác áo đội tuyển Bắc Ninh, đạt 6½ điểm / 9 ván (+6 =1 –2), xếp hạng 4, lọt vào bán kết. Tại bán kết anh thắng Từ Hoàng Thông sau bốn ván (hai ván tiêu chuẩn hòa, đánh thêm hai ván nhanh) với tỉ số 2½–1½. Ở chung kết anh tiếp tục thắng Đào Thiên Hải sau hai ván 1½–½ để lên ngôi vô địch.
Năm 2015, Nguyễn Văn Huy lần thứ hai lên ngôi vô địch quốc gia. Giải đấu tiến hành 11 ván theo hệ Thụy Sĩ. Văn Huy thi đấu dưới màu áo Hà Nội. Sau 10 ván đấu, anh bất bại (+7 =3), trong đó có 5 ván đầu tiên thắng liên tục, dẫn đầu (hoặc trong nhóm dẫn đầu) từ vòng đấu đầu tiên. Với 8½ điểm sau 10 ván, anh hơn đối thủ xếp thứ nhì 2 điểm và lên ngôi vô địch sớm 1 vòng đấu.
Ngoài hai chức vô địch trên, Văn Huy còn xếp hạng ba năm 2014.

### Đội tuyển quốc gia
Nguyễn Văn Huy tham gia đội tuyển Việt Nam dự Olympiad cờ vua từ năm 2004. Tính đến nay anh đã tham dự 4 Olympiad cùng đội tuyển, vào các năm 2004, 2008, 2012 và 2014. Thành tích tốt nhất của Văn Huy tại Olympiad vào năm 2012, khi anh bất bại sau 9 ván đấu (+3 =6) ở bàn 3, đạt Rp=2524 và cùng đội tuyển Việt Nam xếp hạng 7 chung cuộc. Đây cũng là thành tích đồng đội tốt nhất của Việt Nam trong lịch sử.
Tại giải đồng đội châu Á, Văn Huy khoác áo đội tuyển một lần vào năm 2012. Anh thi đấu 6 ván, cùng đội tuyển giành huy chương đồng chung cuộc.

### Giải đấu quốc tế
Tại Giải vô địch cá nhân châu Á năm 2012 tổ chức tại Việt Nam, tuy chỉ là hạt giống thứ 29 nhưng Nguyễn Văn Huy đã giành huy chương bạc nội dung cờ chớp. Anh đạt 7 điểm / 9 ván (+6 =2 –1), kém nhà vô địch nửa điểm. Đây là thành tích tốt nhất của đoàn chủ nhà ở giải đấu này.

### Danh hiệu
Nguyễn Văn Huy được FIDE phong danh hiệu kiện tướng quốc tế vào năm 2009, sau khi đạt đủ 3 chuẩn. Tại giải Dato Tan năm 2010, Nguyễn Văn Huy giành chuẩn đại kiện tướng đầu tiên ở giải Dato Tan năm 2010. Đến giải Indonesia mở rộng 2011 anh có chuẩn đại kiện tướng thứ hai. Năm 2019 anh giành được chuẩn đại kiện tướng thứ ba ở giải First Saturday tại Hungary và đủ điều kiện được phong danh hiệu đại kiện tướng.

## Cuộc sống riêng
Nguyễn Văn Huy đã lập gia đình vào tháng 12 năm 2015.